# Hilbrand Boschma
Hilbrand Boschma (ur. 22 kwietnia 1893 w Ysbrechtum, zm. 22 lipca 1976 w Lejdzie) – holenderski zoolog.

## Edukacja
Studiował botanikę oraz zoologię na Uniwersytecie Amsterdamskim, gdzie zdobył tytuł doktora. Tytuł ten zdobył 23 czerwca 1920 r. Szybko zdobył uznanie za swoje badania nad widłonogami.

## Kariera
W październiku 1922 roku został zastępcą Dyrektora w laboratorium zoologii na Uniwersytecie w Lejdzie. Rok później został awansowany na wykładowcę i uczył embriologii porównawczej bezkręgowców. W grudniu 1925 roku zaczął prowadzić wykłady z zoologii dla studentów medycyny.
W roku 1934, w wieku 41 lat został dyrektorem Rijksmuseum van Natuurlijke Historie oraz profesorem na Uniwersytet w Lejdzie. Od 1946 był członkiem Królewskiej Holenderskiej Akademii Sztuk i Nauk.
Brał udział w kongresach zoologicznych: w Paryżu (1948), w Kopenhadze (1953) oraz w Londynie (1958).
Odszedł ze stanowiska dyrektora na emeryturę w 1958 roku, a w 1963 zrezygnował również ze stanowiska profesora.